# Guillaume Gille
Guillaume Alain Gille (Valence, 12 luglio 1976) è un ex pallamanista e allenatore di pallamano francese, commissario tecnico della nazionale di pallamano maschile della Francia.
Anche il fratello Bertrand Gille è un giocatore di pallamano.

## Palmarès

### Giocatore

#### Club

##### Competizioni nazionali
- Campionato francese: 1

Chambéry :2000-01
- Coppa di Lega: 1

Chambéry :2001-02
- Campionato tedesco: 1

Amburgo: 2010-11
- Coppa di Germania: 2

Amburgo: 2005-06, 2009-10
- Supercoppa di Germania: 4

Amburgo: 2004, 2006, 2009, 2010
- Trophée des champions: 1

Chambéry :2013-14

##### Competizioni internazionali
- Coppa delle Coppe: 1

Amburgo: 2006-07

#### Nazionale
- Giochi olimpici

 Pechino 2008,Londra 2012.
- Mondiali

 Francia 2001, Croazia 2009
 Giappone 1997, Portogallo 2003, Tunisia 2005
- Europei

 Svizzera 2006, Austria 2010
 Norvegia 2008

### Allenatore

#### Nazionale
- Giochi olimpici

 Tokyo 2020
- Mondiali

 Polonia e Svezia 2023
 Croazia, Danimarca e Norvegia 2025
- Europei

 Germania 2024